# Трушківська волость
Трушківська волость (Трушко-Шамраївська волость) — історична адміністративно-територіальна одиниця Васильківського повіту Київської губернії з центром у селі Трушки.
Станом на 1886 рік складалася з 5 поселень, 5 сільських громад. Населення — 10045 осіб (5063 чоловічої статі та 4982 — жіночої), 1250 дворових господарства.
|                     | Площа, десятин | У тому числі орної, дес. |
| ------------------- | -------------- | ------------------------ |
| Сільських громад    | 9187           | 7581                     |
| Приватної власності | 7854           | 3213                     |
| Іншої власності     | 161            | 133                      |
| Загалом             | 17202          | 10927                    |

Поселення волості:
- Трушки — колишнє власницьке село при річці Роставиця, 2448 осіб, 371 двір, православна церква, школа, 3 постоялих будинки, 3 лавки, базари, водяний млин. За 3 верст — кінський завод
- Матюші — колишнє власницьке село при річці Роставиця, 1910 осіб, 239 дворів, православна церква, школа, 3 постоялих будинки, 2 лавки, 2 водяних млини.
- Фурси (Тартак) — колишнє власницьке село при річці Кам'янка, 1207 осіб, 174 двори, православна церква, школа, 2 постоялих будинки, лавка, водяний млин.
- Чмирівка — колишнє власницьке село при впадіння річки Кам'янка до річки Рось, 501 особа, 68 дворів, постоялий будинок, водяний млин.
- Шамраївка — колишнє власницьке село при впадіння річки річці Роставиця, 2714 осіб, 398 двори, православна церква, школа, лікарня, поштова станція, 6 постоялих будинків, 4 лавки, базари, 2 водяних млини, бурякоцукровий завод.

Старшинами волості були:
- 1909 року — Даниїл Євсєвійович Новохацький[2];
- 1910 року — Пилип Іванович Кравець[3];
- 1912—1915 роках — Тимофій Максимович Лукьяненко[4],[5],[6].